# Relaciones España-Níger
Las Relaciones España-Níger son las relaciones internacionales entre estos dos países. España tiene una embajada en Niamey. La embajada de Níger en París, Francia esta acreditado ante España.

## Relaciones diplomáticas
España mantiene relaciones diplomáticas con Níger desde mayo de 1965. La Embajada de España en Niamey inició sus actividades en agosto de 2007. La Oficina Técnica de Cooperación se abrió en verano de 2009. La Consejería de Interior se abrió en abril de 2011 y la de Presidencia en 2013.
Las relaciones bilaterales son muy buenas sobre todo en los capítulos de diálogo y cooperación políticos (ámbitos africano, saheliano y África occidental CEDEAO), cooperación al desarrollo (Níger es uno de los 23 países prioritarios de la cooperación española) y cooperación en asuntos JAI (migración ilegal, fraude documental, cooperación policial, formación).

## Cooperación
El carácter prioritario que actualmente tiene Níger para la cooperación española, se manifiesta en el hecho de que en el actual IV Plan Director permanece como uno de los 23 países de concentración de su cooperación. En este sentido, la firma del documento de adopción del Marco de Asociación País hispano-nigerino en septiembre de 2014 por los ministros de Asuntos Exteriores Margallo y Bazoum en Madrid, abre un nuevo período de cooperación que se extiende hasta 2016 y en el que existe el compromiso de la cooperación española de desembolsar más de 20 millones de euros en estos tres años, en torno a dos sectores prioritarios: El Desarrollo Rural y la Seguridad Alimentaria y Nutricional; y el sector Salud. Estos compromisos son coherentes con las prioridades del Gobierno nigerino y se expresan en el Marco de Asociación País en la propuesta de España de “contribuir a la mejora de la Seguridad Alimentaria y nutricional de la población nigerina más vulnerable, previniendo sus causas, interviniendo sobre sus efectos y construyendo resiliencia a nivel local, nacional y regional”.